# Daun Penh
Daun Penh là một quận của thủ đô Phnom Penh, Campuchia. Quận này có diện tích 7,44 km². 
Đây là quận trung tâm thương mại của thành phố Phnom Penh, nổi bật là Phsar Thmei với kiến trúc nghệ thuật. Quận này được chia ra thành 11 Sangkat và 134 Krom.
Phần lớn các cơ sở doanh nghiệp lớn ở Phnom Penh như Sorya Shopping Center và Mokod Pich Jewelery Co. nằm ở đây. ==Tham khảo==